# How Deep Is Your Love (Calvin Harris e Disciples)

Screenshot tratto dal video del brano

How Deep Is Your Love è un singolo del DJ britannico Calvin Harris e del gruppo musicale britannico Disciples, pubblicato il 17 luglio 2015.
Il brano è stato eseguito con la collaborazione vocale della cantante norvegese Ina Wroldsen.

## Video musicale
Il video musicale, diretto da Emil Nava, è approdato sul social network Tidal il 4 agosto 2015, e pubblicato successivamente anche sulla pagina del disc jockey il 6 agosto. Il video ha come protagonista la modella Gigi Hadid. Dopo essersi svegliata su un tavolo da chirurgo con nient'altro se non un reggiseno bianco e mutandine a vita alta, la protagonista attraversa un nebbioso magazzino con lo sguardo assente.
Il videoclip ha ottenuto un grande successo su YouTube, infatti il 9 marzo 2017 ha raggiunto il traguardo di un miliardo di visualizzazioni.

## Classifiche

### Classifiche settimanali
| Classifica (2015-24) | Posizione massima |
| -------------------- | ----------------- |
| Australia            | 1                 |
| Austria              | 5                 |
| Belgio (Fiandre)     | 2                 |
| Belgio (Vallonia)    | 1                 |
| Canada               | 16                |
| Danimarca            | 5                 |
| Finlandia            | 4                 |
| Francia              | 2                 |
| Germania             | 4                 |
| Grecia               | 52                |
| Irlanda              | 2                 |
| Italia               | 10                |
| Libano               | 1                 |
| Lussemburgo          | 3                 |
| Norvegia             | 9                 |
| Nuova Zelanda        | 2                 |
| Paesi Bassi          | 2                 |
| Polonia              | 4                 |
| Portogallo           | 11                |
| Regno Unito          | 2                 |
| Repubblica Ceca      | 3                 |
| Russia               | 1                 |
| Slovacchia           | 4                 |
| Slovenia             | 18                |
| Spagna               | 10                |
| Stati Uniti          | 27                |
| Svezia               | 6                 |
| Svizzera             | 4                 |
| Ucraina              | 5                 |

### Classifiche di fine anno
| Classifica (2015) | Posizione |
| ----------------- | --------- |
| Australia         | 29        |
| Austria           | 43        |
| Belgio (Fiandre)  | 22        |
| Belgio (Vallonia) | 36        |
| Canada            | 65        |
| Germania          | 28        |
| Paesi Bassi       | 23        |
| Polonia           | 24        |
| Regno Unito       | 20        |
| Russia            | 23        |
| Stati Uniti       | 100       |
| Svezia            | 54        |
| Svizzera          | 23        |
| Ucraina           | 48        |
| Classifica (2016) | Posizione |
| Canada            | 100       |
| Italia            | 76        |
| Russia            | 23        |
| Svizzera          | 89        |
| Ucraina           | 21        |
| Classifica (2024) | Posizione |
| Ucraina           | 189       |